# José Toribio Medina

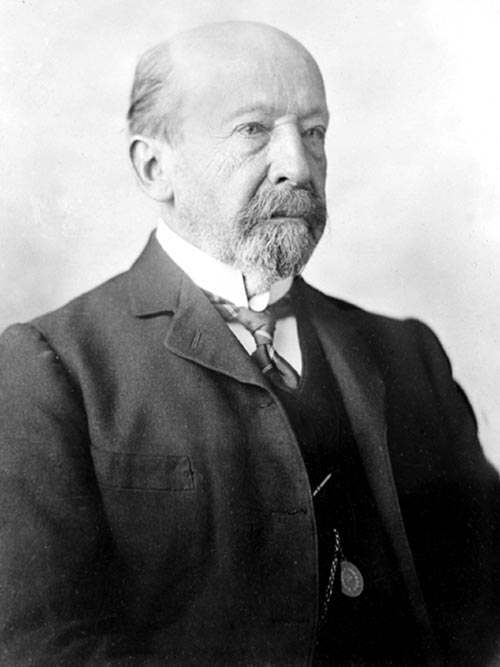

Jose Toribio Medina Zavala (ur. 21 października 1852, zm. 11 grudnia 1930), chilijski historyk, pisarz, dyplomata i bibliograf, w 1891 burmistrz Santiago, stracił urząd po samobójstwie prezydenta Jose Manuela Balmacedy, którego poparł w wojnie domowej, po czym udał się na emigrację (1891-1895). Medina był autorem prac z dziejów Ameryki Łacińskiej oraz bibliografii Biblioteca Hispanoamericana 1493-1810 (7 tomów, 1989-1907).